# Makedonska republička nogometna liga 1962./63.
Makedonska republička nogometna liga je bila liga trećeg stupnja nogometnog prvenstva Jugoslavije u sezoni 1962./63. 
 
Sudjelovalo je 14 klubova, a prvak je bila "Pobeda" iz Prilepa. 

## Ljestvica
| mj. | klub               | ut. | pob. | ner. | por. | gol+ | gol- | bod |
| --- | ------------------ | --- | ---- | ---- | ---- | ---- | ---- | --- |
| 1.  | Pobeda Prilep      | 26  | 18   | 1    | 7    | 91   | 41   | 37  |
| 2.  | Tikveš Kavadarci   | 26  | 15   | 0    | 11   | 52   | 35   | 30  |
| 3.  | Vardar Negotino    | 26  | 13   | 3    | 10   | 56   | 47   | 29  |
| 4.  | Napredok Kičevo    | 26  | 13   | 2    | 11   | 63   | 55   | 28  |
| 5.  | Metalec Skoplje    | 26  | 11   | 5    | 10   | 54   | 49   | 27  |
| 6.  | Belasica Strumica  | 26  | 11   | 5    | 10   | 46   | 44   | 27  |
| 7.  | Bregalnica Štip    | 26  | 11   | 5    | 10   | 54   | 52   | 27  |
| 8.  | Ohrid              | 26  | 12   | 3    | 11   | 47   | 63   | 27  |
| 9.  | Teteks Tetovo      | 26  | 10   | 6    | 10   | 51   | 52   | 26  |
| 10. | KSK Kumanovo       | 26  | 10   | 5    | 11   | 44   | 55   | 25  |
| 11. | Rabotnički Skoplje | 26  | 10   | 3    | 13   | 47   | 47   | 23  |
| 12. | Karaorman Struga   | 26  | 11   | 1    | 4    | 59   | 61   | 23  |
| 13. | Ljuboten Tetovo    | 26  | 8    | 5    | 13   | 37   | 64   | 21  |
| 14. | Pelister Bitolj    | 26  | 6    | 2    | 18   | 44   | 81   | 14  |

## Rezultatska križaljka
| kratica | klub               | BEL | BRE | KAR | KSK | LJUB | MET | NAP | OHR | PEL | POB | RAB | TET | TIK | VAR |
| --- | ------------------ | --- | --- | --- | --- | ---- | --- | --- | --- | --- | --- | --- | --- | --- | --- |
| BEL | Belasica Strumica  |     |     |     |     |      |     |     |     |     |     |     |     |     |     |
| BRE | Bregalnica Štip    |     |     |     |     |      |     |     |     |     |     |     |     |     |     |
| KAR | Karaorman Struga   |     |     |     |     |      |     |     |     |     |     |     |     |     |     |
| KSK | KSK Kumanovo       |     |     |     |     |      |     |     |     |     |     |     |     |     |     |
| LJUB | Ljuboten Tetovo    |     |     |     |     |      |     |     |     |     |     |     |     |     |     |
| MET | Metalec Skoplje    |     |     |     |     |      |     |     |     |     |     |     |     |     |     |
| NAP | Napredok Kičevo    |     |     |     |     |      |     |     |     |     |     |     |     |     |     |
| OHR | Ohrid              |     |     |     |     |      |     |     |     |     |     |     |     |     |     |
| PEL | Pelister Bitolj    |     |     |     |     |      |     |     |     |     |     |     |     |     |     |
| POB | Pobeda Prilep      |     |     |     |     |      |     |     |     |     |     |     |     |     |     |
| RAB | Rabotnički Skoplje |     |     |     |     |      |     |     |     |     |     |     |     |     |     |
| TET | Teteks Tetovo      |     |     |     |     |      |     |     |     |     |     |     |     |     |     |
| TIK | Tikveš Kavadarci   |     |     |     |     |      |     |     |     |     |     |     |     |     |     |
| VAR | Vardar Negotino    |     |     |     |     |      |     |     |     |     |     |     |     |     |     |
| |                    |     |     |     |     |      |     |     |     |     |     |     |     |     |     |
| podebljan rezultat - utakmice od 1. do 13. kola (1. utakmica između klubova) rezultat normalne debljine - utakmice od 14. do 26. kola (2. utakmica između klubova) rezultat nakošen - nije vidljiv redoslijed odigravanja međusobnih utakmica iz dostupnih izvora rezultat nakošen i smanjen * - iz dostupnih izvora nije uočljiv domaćin susreta prekrižen rezultat - poništena ili brisana utakmica p - utakmica prekinuta 3:0 p.f. / 0:3 p.f. - rezultat 3:0 bez borbe n.i. - nije igrano |                    |     |     |     |     |      |     |     |     |     |     |     |     |     |     |

 Izvori: 

## Unutrašnje poveznice
- Druga savezna liga 1962./63.
- Podsavezna liga Skoplje – I. razred 1962./63.
- Podsavezna liga Bitola 1962./63.